# 博尔斯瓦德
博尔斯瓦德是荷兰弗里斯兰省的一座城市和旧市镇。2011年，博尔斯瓦德成为新市镇西南弗里斯兰的一部分。